# Condado de Thorhild
El condado de Thorhild es un distrito municipal canadiense situado en la provincia de Alberta.

## Superficie
Thorhild tiene una superficie de 1997,17 km².

## Demografía
En 2021, tenía 3042 habitantes, una densidad poblacional de 1,5 hab./km², y 1852 viviendas.